# Projecte Phoenix (SETI)

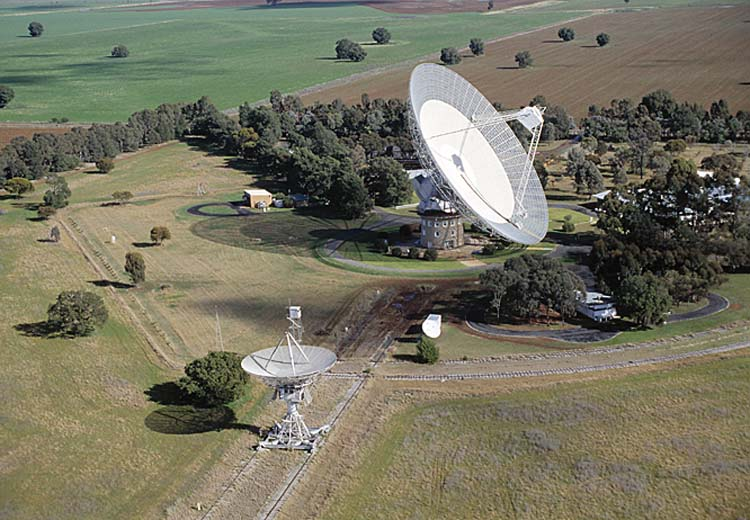
Observatori Parkes a Nova Gal·les del Sud (Austràlia).

El projecte Fènix ("Phoenix project" en anglès) és un dels projectes SETI de recerca d'intel·ligència extraterrestre per mitjà de l'escolta de senyals de ràdio. Està a càrrec de l'Institut SETI de Mountain View, Califòrnia, EUA.
El Projecte Fènix va començar a treballar al febrer de 1995 amb el radiotelescopi Parkes situat en Nova Gal·les del Sud, Austràlia, el major telescopi de l'hemisferi sud.
Entre setembre de 1996 i abril de 1998 el projecte va tenir la seva seu a l'Observatori Nacional de Ràdio Astronomia en Green Bank, Virgínia de l'Oest, EUA.
Des d'un principi no va tenir la intenció d'escanejar tot el cel a la recerca de missatges, sinó que es va concentrar als voltants de sistemes que són similars al nostre (és a dir, els quals tenen més probabilitats de tenir planetes capaços de sostenir vida). Això significa que el projecte es concentra en la recercar de senyals de ràdio d'1 Hz entre 1000 i 3000 *MHz.al voltant de 800 estrelles en un ràdio 200 anys llum.
Actualment les observacions es realitzen amb el radiotelescopi d'Arecibo, Puerto Rico.
El març de 2004 el projecte va anunciar que després de comprovar les 800 estrelles de la llista, no s'havia trobat cap indici de senyals extraterrestres; el director del projecte Peter Backus va assenyalar llavors com conclusió que "vivim en un barri tranquil".